# Pyramid Rock (klippa i Kina)
Pyramid Rock (kinesiska: 高尖石, pinyin Gāojiān shí) är en klippa bland Paracelöarna i Sydkinesiska havet.  Paracelöarna har annekterats av Kina, men Taiwan och Vietnam gör också anspråk på dem.
Terrängen runt Pyramid Rock är varierad.  Det finns inga samhällen i närheten.